# Eerste middenhandsbeen
Het eerste middenhandsbeen of os metacarpii I is een bot in de hand. Het ligt achter de muis van de duim en verbindt de handwortelbeenderen, de ossa carpi, met de duim. De andere middenhandsbeenderen liggen in de handpalm tussen de pols en de vingers. Het eerste middenhandsbeen is het kortste van de vijf middenhandsbeenderen en is gekoppeld aan het os trapezium of grote veelhoekige been van de handwortelbeentjes.